# Torrent de Cal Sastre
El Torrent de Cal Sastre és un afluent per la dreta del Barranc de Ribalta que, al seu torn, ho és del Riu Negre, tots ells al Solsonès.

## Descripció
Neix a 874 msnm a uns 230 m. a llevant de la masia de la Creu. De direcció predominant vers les 2 del rellotge, s'escola per la Costa del Cal Fai i desguassa per la dreta al Barranc de Ribalta a 672 msnm 40 m. aigües amunt del Pont de la Canal.

## Termes municipals que travessa
Des del seu naixement, el Torrent de Cal Sastre passa successivament pels següents termes municipals.
|                                                         | Longitud (en m.) | % del recorregut |
| ------------------------------------------------------- | ---------------- | ---------------- |
| Per l'interior del municipi d'Olius                     | 180              | 9,0%             |
| Per l'interior del municipi de Solsona                  | 560              | 27,9%            |
| Fent de frontera entre els municipis de Solsona i Olius | 560              | 27,9%            |
| Per l'interior del municipi d'Olius                     | 500              | 27,9%            |
| Per l'interior del municipi de Solsona                  | 209              | 10,4%            |

## Perfil del seu curs
| Recorregut (en m.) | Altitud (en m.) | Pendent |
| ------------------ | --------------- | ------- |
| 0                  | 874             | -       |
| 250                | 800             | 30,0%   |
| 500                | 742             | 32,2%   |
| 750                | 719             | 9,2%    |
| 1.000              | 706             | 5,2%    |
| 1.250              | 695             | 4,4%    |
| 1.500              | 684             | 4,4%    |
| 1.750              | 679             | 2,0%    |
| 2.009              | 671             | 3,2%    |

## Xarxa hidrogràfica
La xarxa hidrogràfica del Torrent de Cal Sastre està integrada per un total d'11 cursos fluvials dels quals, 4 són subsidiaris de 1r nivell, 2 ho són de 2n nivell, 3 ho són de 3r nivell i 1 ho és de 4t nivell. La totalitat de la xarxa suma una longitud de 5.018 m.